# Vriesea socialis
Vriesea socialis är en gräsväxtart som beskrevs av Lyman Bradford Smith. Vriesea socialis ingår i släktet Vriesea och familjen Bromeliaceae. Inga underarter finns listade i Catalogue of Life.